# Christine Heitsch
Christine Elizabeth Heitsch est une mathématicienne américaine, dont les recherches portent sur la structure biomoléculaire (en) de l'ARN,. Elle est professeure de mathématiques à la Georgia Tech School of Mathematics et directrice fondatrice du Southeast Center for Mathematics and Biology à Georgia Tech.

## Formation et carrière
Heitsch est diplômée en 1994 de l'Université de l'Illinois à Urbana-Champaign, magna cum laude et Phi Beta Kappa, avec un bachelor en mathématiques,,. Elle a terminé son doctorat à l'université de Californie à Berkeley en 2000. Sa thèse, intitulée Computational Complexity of Generalized Pattern Matching, a été supervisée conjointement par John Rhodes (en) et John R. Stallings,.
Après des recherches postdoctorales à l'université de la Colombie-Britannique et à l'université du Wisconsin à Madison, elle a rejoint la faculté de Georgia Tech en 2006 et a été promue professeure titulaire en 2016. À Georgia Tech, en plus d'être professeure de mathématiques, elle occupe également des postes de courtoisie à la School of Computational Science & Engineering et à la School of Biology.

## Reconnaissance
En 2019, le département de mathématiques de l'Université de l'Illinois a décerné à Heitsch son prix annuel des anciens pour ses réalisations professionnelles exceptionnelles.